# Dalenia
Dalenia es un género de plantas fanerógamas de la familia Melastomataceae con seis especies.

## Taxonomía
El género fue descrito por Pieter Willem Korthals in Coenraad Jacob Temminck y publicado en  Verh. Natuurl. Gesch. Ned. Overz. Bezitt., Bot. Kruidk. 243, en el año 1844.